# 2,3,5-trimetilhexano
El 2,3,5-trimetilhexano es un alcano de cadena ramificada con fórmula molecular C9H20.